# Шибин
Ши́бин — село в Україні у Боремельській сільській громаді Дубенського району Рівненської області. Населення становить 53 особи.

## Географія

### Розташування
Село знаходиться на березі Хрінницького водосховища, відстань до сільської ради 3 км. З півночі межує з Боремлем і Смиковом, із заходу - з Липою Волинської області.

### Рельєф
Переважаючі висоти - 195-205 м над рівнем моря. Рельєф утворений в результаті впливу вод Стиру, характерні круті береги і урвища. Є негативні елементи ландшафту - яри, сповзання ґрунту.
В околицях села знаходиться ботанічна пам'ятка природи Липа серцелиста.

## Історія

### Археологічні знахідки
7 (20) листопада 1917 року, відповідно до Третього Універсалу Української Центральної Ради, увійшло до складу Української Народної Республіки.

Шибин на польській карті 1924 року

### Друга світова війна

Братська могила воїнів УПА

Радянська влада 1939 року принесла репресії та арешти; внаслідок цього виникають загони самооборони, які в цих краях були досить чисельними. Вже після переходу фронту загони збільшуються в чисельності після того, як у липні 1944 року органи НКВД через фіктивні «ґрипси» зібрали на нараду в Шибині керівників місцевих загонів УПА, майже всі вони були знищені — згодом селяни оповідали, що по Стиру кілька днів випливали трупи 

### Незалежна Україна
12 червня 2020 року, відповідно до розпорядження Кабінету Міністрів України № 722-р від «Про визначення адміністративних центрів та затвердження територій територіальних громад Рівненської області», увійшло до складу Боремельської сільської громади Демидівського району.
19 липня 2020 року, в результаті адміністративно-територіальної реформи та ліквідації Демидівського району, село увійшло до складу Дубенського району.

## Населення
За переписом населення України 2001 року в селі мешкала 61 особа. 100 % населення вказало своєю рідною мовою українську мову.

## Транспорт
В селі відсутнє автобусне сполучення, необхідно діставатись до Боремля.